# Калчераника ал Лаго
Калчераника ал Лаго (итал. Calceranica al Lago) је насеље у Италији у округу Тренто, региону Трентино-Јужни Тирол.
Према процени из 2011. у насељу је живело 1212 становника. Насеље се налази на надморској висини од 459 м.

## Становништво
| 1931. | 1936. | 1951. | 1961. | 1971. | 1981. | 1991. | 2001. | 2011. |
| ----- | ----- | ----- | ----- | ----- | ----- | ----- | ----- | ----- |
| 692   | 714   | 839   | 1.019 | 941   | 988   | 1.056 | 1.145 | 1.305 |